# Sapato para diabéticos

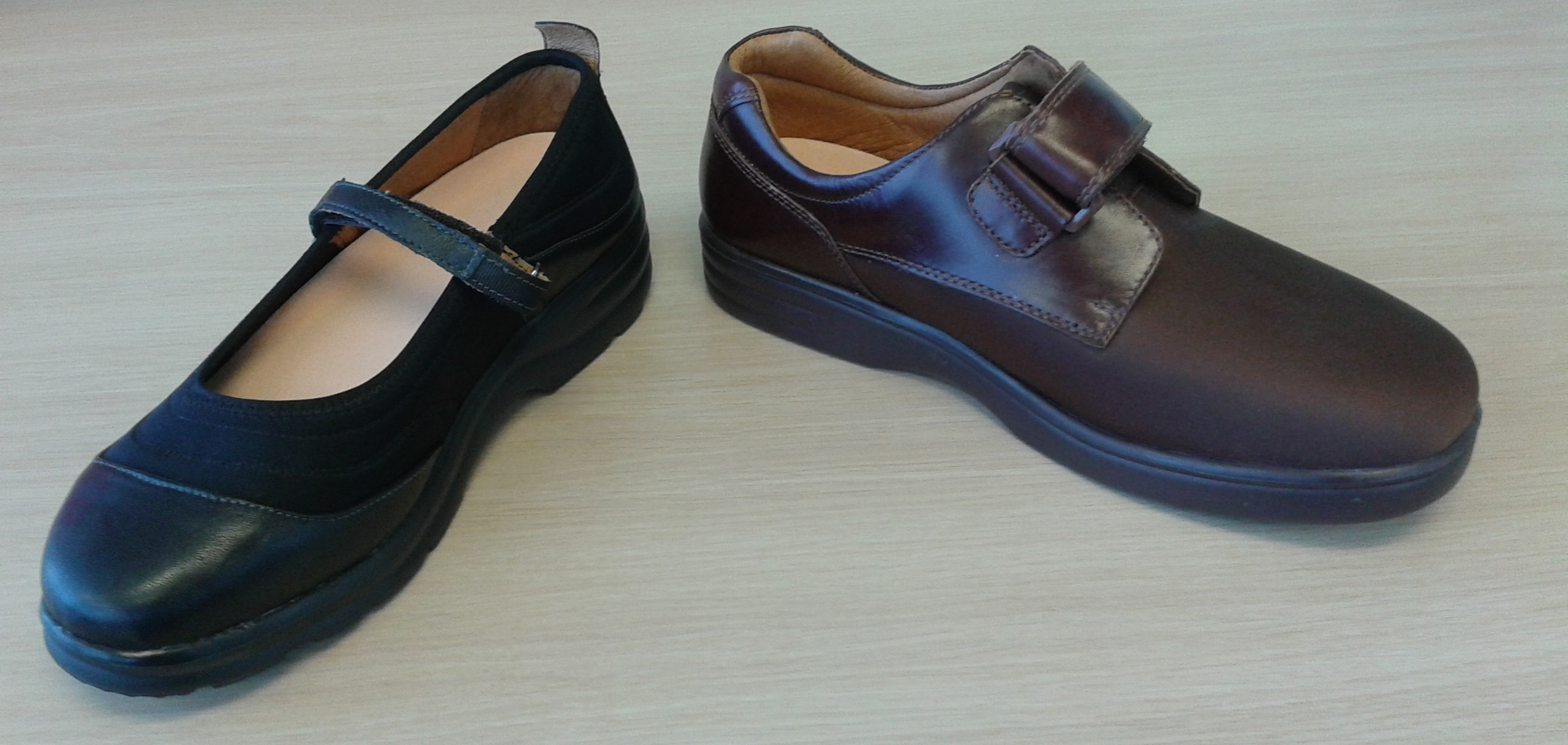
Muitos sapatos para diabéticos possuem fechos de velcro para facilitar a aplicação e remoção.

Sapatos para diabéticos (às vezes referidos como sapatos de açúcar, terapêuticos ou extra profundos) são sapatos especialmente projetados, ou palmilhas ortopédicas, com o intuito de reduzir o risco de escara em diabéticos com doença no pé e aliviar a pressão para prevenir a ulcéra do pé diabético.
Pessoas com neuropatia diabética nos pés podem ter uma falsa sensação de segurança em relação ao risco que seus pés realmente correm. Uma úlcera debaixo do pé pode se desenvolver em poucas horas. O principal objetivo do calçado terapêutico é prevenir complicações, que podem incluir luxações, úlceras, calos, ou até mesmo amputações em pacientes com diabetes e má circulação. A neuropatia também pode mudar o formato do pé de uma pessoa, que limita a variedade de sapatos que podem ser usados confortavelmente. Além de atender orientações estritas, os sapatos diabéticos devem ser prescristos por um médico e adequados por um indivíduo certificado, como um ortesista, quiropodista, sapateiro terapêutico, ou pedortista. Os sapatos também devem ser equipados com uma órtese removível. Órteses de pé são equipamentos como, por exemplo, palmilhas, suportes de arco plantar, preenchimentos de sapato como levantadores, calços e saltos. Os sapatos diabéticos e inserções moldadas sob medida atuam juntos como um sistema preventivo para ajudar diabéticos a prevenir feridas no pé e melhorar a mobilidade.
A evidência de que calçados especiais tratam úlcera no pé é fraca, mas sua eficácia para prevenção está bem estabelecidada. Características de design de calçado que são eficientes em reduzir a pressão são os suportes de arco plantar, entalhe almofadado ao redor dos pontos de risco de dano, e almofadar na bola do pé. Tecnologia de medir a pressão em sapatos é recomendada durante o design de calçados diabéticos.
Nos Estados Unidos, sapatos diabéticos podem ser pagos pelo Medicare.